# Dr. Ehrlich's Magic Bullet
Dr. Ehrlich's Magic Bullet (Brasil: A Vida do Dr. Ehrlich / Portugal: A Ampola Miraculosa) é um filme norte-americano de 1940, do gênero drama biográfico, dirigido por William Dieterle e estrelado por Edward G. Robinson e Ruth Gordon.
O roteiro, de John Huston, Heinz Herald e Norman Burnstine, é baseado nas cartas e anotações do Doutor Paul Ehrlich, descobridor da cura para a sífilis, e tem a coragem de abordar a sífilis numa época em que doenças venéreas eram um tema tabu nos grandes estúdios de Hollywood. Produzido mais de um antes de os EUA entrarem na Segunda Guerra Mundial, o filme também ousa ao levar às telas um protagonista alemão, apesar do crescente desprezo da sociedade estadunidense pela Alemanha e seu líder, Adolf Hitler.

## Sinopse
Numa época em que a comunidade científica preferia ignorar a existência da sífilis (ou gonorreia), o Dr. Paul Ehrlich pesquisava sua cura. Franziska Speyer, uma viúva rica, era quem lhe garantia o suporte financeiro. Quando, anos mais tarde, a "Fórmula 606" foi finalmente entregue ao público, algumas mortes de doentes tratados com o soro custaram seu emprego e o levaram ao banco dos réus.

## Premiações
| Patrocinador                                  | Prêmio | Categoria               | Situação |
| --------------------------------------------- | ------ | ----------------------- | -------- |
| Academia de Artes e Ciências Cinematográficas | Oscar  | Melhor Roteiro Original | Indicado |

## Elenco
| Ator/Atriz         | Personagem           |
| ------------------ | -------------------- |
| Edward G. Robinson | Dr. Paul Ehrlich     |
| Ruth Gordon        | Hedwig Ehrlich       |
| Otto Kruger        | Dr. Emil Von Behring |
| Donald Crisp       | Ministro Althoff     |
| Maria Ouspenskaya  | Franziska Speyer     |
| Montagu Love       | Professor Hartmann   |
| Sig Ruman          | Dr. Hans Wolfert     |
| Donald Meek        | Mittelmeyer          |
| Henry O'Neill      | Dr. Lentz            |
| Albert Bassermann  | Dr. Robert Koch      |
| Edward Norris      | Dr. Morgenroth       |
| Harry Davenport    | Juiz                 |
| Louis Calhern      | Dr. Brockdorf        |

## Críticas
Surpreendentemente convincente, o filme é uma das mais bem sucedidas e emocionantes biografias cinematográficas da década de 1940.
Ainda que não seja sua atuação mais famosa, críticos há que consideram este o ápice da carreira de Edward G. Robinson, ou, no mínimo, um de seus momentos mais notáveis.